# Norwegischer Fußballpokal der Männer 1933
Der norwegische Fußballpokal 1933 (kurz auch NM-Cup 1933 genannt) war die 32. Austragung des Fußballpokalwettbewerbs der Männer. Pokalsieger wurde Mjøndalen IF. Das Team setzte sich im Finale gegen Viking Stavanger durch.

## 1. Runde
| Datum      |                       | Ergebnis  |                        |
| ---------- | --------------------- | --------- | ---------------------- |
| 06.08.1933 | Årstad IL             | 0:6       | Viking Stavanger       |
|            | Berger IL             | 2:0       | Skeid Oslo             |
|            | IL Bergmann           | 2:5       | SK Brage               |
|            | IF Birkebeineren      | 3:4       | Geithus IL             |
|            | IL Blink              | 4:4 n. V. | SK Freidig             |
|            | IL Braatt             | 1:7       | Aalesunds FK           |
|            | Brevik IL             | 1:4       | IF Pors                |
|            | Briskebyen FL         | 5:2       | Trysilgutten IL        |
|            | IL Brodd              | 00:10     | Brann Bergen           |
|            | Bygdø BK              | 1:2       | Torp IF                |
|            | Bøn FK                | 2:0       | Grue IL                |
|            | SBK Drafn             | 6:2       | Fredensborg SBK        |
|            | Dæhlenengen SBK       | 3:1       | Sparta Drammen         |
|            | SK Falk Horten        | 1:1 n. V. | Rolvsøy IF             |
|            | Flekkefjord FK        | 3:0       | SK Jarl                |
|            | Fossekallen IL        | 1:2       | FK Lyn                 |
|            | Fredrikstad FK        | 6:0       | Greåker IF             |
|            | FK Fremad Lillehammer | 2:0       | Eidsvold IF            |
|            | Gleng FK              | 0:4       | FK Ørn                 |
|            | IK Grane Arendal      | 2:5       | FK Donn                |
|            | Grane SK Sandvika     | 2:5       | SK Gjøa                |
|            | Haga IF               | 1:3       | Lillestrøm SK          |
|            | SK Hardy              | 4:0       | IL Fjell-Kameratene    |
|            | Holmestrand IF        | 1:5       | Lisleby FK             |
|            | Høyanger IF           | 1:2       | SK Djerv               |
|            | Kapp IF               | 2:3       | Jevnaker IF            |
|            | Kristiansund FK       | 1:0       | Clausenengen FK        |
|            | Kvik Halden FK        | 5:1       | Gresvik IF             |
|            | FK Kvik Trondheim     | 2:1       | Neset FK               |
|            | Larvik Turn           | 3:2       | IF Skiens-Grane        |
|            | Lilleaker IF          | 1:2       | SBK Skiold             |
|            | SFK Lyn Oslo          | 9:0       | Magnor IL              |
|            | Mandal AIL            | 0:1       | FK Vigør               |
|            | Mjøndalen IF          | 10:00     | Skiens BK              |
|            | Moss FK               | 7:0       | Strømmen IF            |
|            | Namsos IL             | 0:1       | Steinkjer FK           |
|            | Nordstrand IF         | 0:3       | SK Strong              |
|            | FK Norrøna            | 0:6       | Vålerenga Oslo         |
|            | Nydalens SK           | 4:0       | Kongsvinger IL         |
|            | Orkanger IF           | 4:2       | SK Nationalkameratene  |
|            | SK Rapp               | 0:2       | Ranheim IL             |
|            | Raufoss IL            | 9:0       | Raumnes & Årnes IL     |
|            | Rjukan IL             | 2:1       | IF Borg                |
|            | SK Rollon             | 3:1       | SK Guard               |
|            | Roy IL                | 1:0       | Drammens BK            |
|            | Sandefjord BK         | 0:5       | Sarpsborg FK           |
|            | Sander IL             | 2:3       | Hamar IL               |
|            | Selbak TIF            | 7:0       | Kjelsås IL             |
|            | Ski IL                | 3:1       | Tistedalen TIF         |
|            | SK Snøgg              | 5:2       | IF Tønsberg-Kameratene |
|            | SK Spring Kragerø     | 1:4       | Odds BK                |
|            | Stabæk IF             | 3:1       | Solberg SK             |
|            | Start Kristiansand    | 4:0       | Vennesla AIL           |
|            | Stavanger IF          | 4:2       | SK Vard Haugesund      |
|            | Storms BK             | 2:0       | Kongsberg IF           |
|            | Strømsgodset IF       | 3:1       | Eiker SBK              |
|            | IL Sverre             | 12:00     | Verdal IL              |
|            | Tønsbergs TF          | 2:0       | BSK 1914 Oslo          |
|            | SK Ulf                | 2:4       | Egersunds IK           |
|            | Ullensaker IL         | 0:5       | Frigg Oslo FK          |
|            | Urædd FK              | 2:0       | Kragerø IF             |
|            | Vardal IF             | 1:3       | IF Liv                 |
|            | Vestfossen IF         | 1:6       | Fram Larvik            |
|            | FBK Voss              | 1:2       | Ny-Solheim IL          |

### Wiederholungsspiele
| Datum      |            | Ergebnis  |                |
| ---------- | ---------- | --------- | -------------- |
| 13.08.1933 | SK Freidig | 6:1       | IL Blink       |
|            | Rolvsøy IF | 3:1 n. V. | SK Falk Horten |

## 2. Runde
| Datum      |                       | Ergebnis  |                    |
| ---------- | --------------------- | --------- | ------------------ |
| 13.08.1933 | Aalesunds FK          | 4:2       | Nydalens SK        |
|            | SK Brage              | 8:1       | IL Sverre          |
|            | Brann Bergen          | 6:0       | Ny-Solheim IL      |
|            | SK Djerv              | 4:3       | SK Rollon          |
|            | FK Donn               | 0:1       | Mjøndalen IF       |
|            | Egersunds IK          | 1:7       | Stavanger IF       |
|            | Fram Larvik           | 8:0       | Roy IL             |
|            | FK Fremad Lillehammer | 4:2       | Strømsgodset IF    |
|            | Frigg Oslo FK         | 3:2 n. V. | Rjukan IL          |
|            | Geithus IL            | 1:1 n. V. | SBK Drafn          |
|            | SK Gjøa               | 2:2 n. V. | Fredrikstad FK     |
|            | FK Lyn                | 6:0       | SK Strong          |
|            | Hamar IL              | 4:2       | Kvik Halden FK     |
|            | Jevnaker IF           | 2:0       | Dæhlenengen SBK    |
|            | Kristiansund FK       | 9:0       | Orkanger IF        |
|            | Larvik Turn           | 1:3       | SFK Lyn Oslo       |
|            | Lillestrøm SK         | 3:0       | Ski IL             |
|            | Lisleby FK            | 4:1       | Raufoss IL         |
|            | IF Liv                | 2:1       | SK Hardy           |
|            | Odds BK               | 6:1       | Start Kristiansand |
|            | FK Ørn                | 7:0       | Bøn FK             |
|            | IF Pors               | 1:1 n. V. | Moss FK            |
|            | Sarpsborg FK          | 5:0       | Briskebyen FL      |
|            | SBK Skiold            | 3:2       | SK Snøgg           |
|            | Steinkjer FK          | 0:3       | FK Kvik Trondheim  |
|            | Torp IF               | 5:4       | Stabæk IF          |
|            | Tønsbergs TF          | 2:4       | Selbak TIF         |
|            | FK Vigør              | 0:1       | Storms BK          |
|            | Vålerenga Oslo        | 4:2       | Berger IL          |
|            | Viking Stavanger      | 3:1       | Flekkefjord FK     |
| 20.08.1933 | Ranheim IL            | 0:1       | SK Freidig         |
|            | Rolvsøy IF            | 0:2       | Urædd FK           |

### Wiederholungsspiele
| Datum      |                | Ergebnis |            |
| ---------- | -------------- | -------- | ---------- |
| 20.08.1933 | SBK Drafn      | 3:1      | Geithus IL |
|            | Fredrikstad FK | 4:2      | SK Gjøa    |
|            | Moss FK        | 0:2      | IF Pors    |

## 3. Runde
| Datum      |                   | Ergebnis  |                       |
| ---------- | ----------------- | --------- | --------------------- |
| 27.08.1933 | Aalesunds FK      | 0:2       | FK Fremad Lillehammer |
|            | SK Djerv          | 1:6       | Lisleby FK            |
|            | SBK Drafn         | 2:1       | SK Brage              |
|            | Fredrikstad FK    | 5:1       | Kristiansund FK       |
|            | SK Freidig        | 2:3       | Vålerenga Oslo        |
|            | FK Lyn            | 2:2 n. V. | Jevnaker IF           |
|            | Hamar IL          | 1:7       | Sarpsborg FK          |
|            | FK Kvik Trondheim | 2:0       | Lillestrøm SK         |
|            | SFK Lyn Oslo      | 8:1       | IF Liv                |
|            | Mjøndalen IF      | 4:1       | Torp IF               |
|            | FK Ørn            | 3:3 n. V. | IF Pors               |
|            | Selbak TIF        | 0:2       | Fram Larvik           |
|            | SBK Skiold        | 0:2       | Brann Bergen          |
|            | Stavanger IF      | 2:2 n. V. | Odds BK               |
|            | Storms BK         | 2:7 n. V. | Viking Stavanger      |
|            | Urædd FK          | 3:2       | Frigg Oslo FK         |

### Wiederholungsspiele
| Datum      |             | Ergebnis  |              |
| ---------- | ----------- | --------- | ------------ |
| 03.09.1933 | Jevnaker IF | 2:0       | FK Lyn       |
|            | Odds BK     | 4:1       | Stavanger IF |
|            | IF Pors     | 0:0 n. V. | FK Ørn       |
| 06.09.1933 | FK Ørn      | 4:1       | IF Pors      |

## 4. Runde
| Datum      |                       | Ergebnis  |                   |
| ---------- | --------------------- | --------- | ----------------- |
| 10.09.1933 | Brann Bergen          | 1:3       | SFK Lyn Oslo      |
|            | Fram Larvik           | 5:1       | Jevnaker IF       |
|            | FK Fremad Lillehammer | 0:7       | Mjøndalen IF      |
|            | Lisleby FK            | 3:4       | Urædd FK          |
|            | Odds BK               | 1:3       | SBK Drafn         |
|            | Sarpsborg FK          | 2:1 n. V. | FK Kvik Trondheim |
|            | Vålerenga Oslo        | 0:4       | FK Ørn            |
|            | Viking Stavanger      | 3:2 n. V. | Fredrikstad FK    |

## Viertelfinale
| Datum      |                  | Ergebnis |              |
| ---------- | ---------------- | -------- | ------------ |
| 17.09.1933 | SBK Drafn        | 4:2      | Fram Larvik  |
|            | SFK Lyn Oslo     | 3:1      | FK Ørn       |
|            | Urædd FK         | 0:5      | Mjøndalen IF |
|            | Viking Stavanger | 3:1      | Sarpsborg FK |

## Halbfinale
| Datum      |                  | Ergebnis  |              |
| ---------- | ---------------- | --------- | ------------ |
| 01.10.1933 | SBK Drafn        | 2:5       | Mjøndalen IF |
|            | Viking Stavanger | 3:2 n. V. | SFK Lyn Oslo |

## Finale
| Mjøndalen IF                                | Mjøndalen IF | Viking Stavanger | Viking Stavanger |
| ------------------------------------------- | --- | --- | ---------------- |
| Mjøndalen IF                                | \| Finale \| \| 15. Oktober 1933 in Oslo (Ullevaal-Stadion) \| \| Ergebnis: 3:1 (3:0) \| \| Zuschauer: 23.000 \| \| Schiedsrichter: Eivind Johansen \| \| Spielbericht \|          | \| Finale \| \| 15. Oktober 1933 in Oslo (Ullevaal-Stadion) \| \| Ergebnis: 3:1 (3:0) \| \| Zuschauer: 23.000 \| \| Schiedsrichter: Eivind Johansen \| \| Spielbericht \|  | Viking Stavanger |
| Mjøndalen IF                                | Sverre Nordby – Oscar Skjønberg, Hans Andersen – Arthur Simensen, Fritz Hansen, Bjarne Pettersen – Sigurd Andersen, Einar Andersen, Jørgen Hval, Trygve Halvorsen, Arthur Andersen | Georg Jensen – Arne Andersen, Andreas Jensen – Sverre Fredriksen, Thore Thu, Bernhard Lund – Arthur Kvammen, Reidar Kvammen, Gunvald Bøe, William Danielsen, Endre Ånensen | Viking Stavanger |
| Mjøndalen IF                                | 1:0 Einar Andersen (10.) 2:0 Einar Andersen (33.) 3:0 Sigurd Andersen (42.) | 3:1 Reidar Kvammen (70.) | Viking Stavanger |
| Finale                                      | | |                  |
| 15. Oktober 1933 in Oslo (Ullevaal-Stadion) | | |                  |
| Ergebnis: 3:1 (3:0)                         | | |                  |
| Zuschauer: 23.000                           | | |                  |
| Schiedsrichter: Eivind Johansen             | | |                  |
| Spielbericht                                | | |                  |